# 大平站 (中国)
大平站，位于中华人民共和国山西省长治市襄垣县夏店镇大平村，是太焦铁路上的火车站，由中国铁路太原局集团有限公司管辖。

## 历史
大平站始建于1970年，1974年随太焦铁路北段通车启用。2009年10月，因太原局车站改革，大平站被取消，对当地居民出行造成了影响。2014年2月，太原铁路局投资9000余万元对大平站进行了改建，修建了场站配线3条，新建站房1000余平方米，并进行微机联锁改造，改造后的大平站于2014年6月9日重新投入运营。

## 使用状况
本站为太焦线太原局管内最南端车站，南侧与之相邻的夏店站属于中国铁路郑州局集团有限公司管辖，因此太原管内普速列车在本站始发终到。1993年5月1日，8171/8172次列车开通，运行在太焦铁路修文站至本站，1997年4月1日，始发站改为榆次站，在北太焦沿线各站停靠。由于北太焦沿线地区交通不便，该趟列车成为当地不可或缺的交通生命线，被老百姓称为“幸福小火车”。2009年10月，车站撤销，客运列车随之停运。2014年6月，车站恢复运营。2020年7月1日，8171/8172次列车始发站延长至太原站。目前，本站仍仅有该次列车停靠。同时，本站未收录于铁路12306客运车站列表，8171/8172次列车终点站显示为沁县站，列车到达沁县站后实际前往本站折返，旅客如需到达本站购买沁县站的票即可。